# Raging Silence
Raging Silence è il diciassettesimo album in studio del gruppo musicale rock britannico Uriah Heep pubblicato nel maggio 1989. È il primo album in studio con Bernie Shaw alla voce e Phil Lanzon alle tastiere.

## Tracce
1. Hold Your Head Up (Argent/White) – 4:33
2. Blood Red Roses (Goalby) – 4:10
3. Voice On My TV (Box/Lanzon) – 4:20
4. Rich Kid (Bolder) – 4:49
5. Cry Freedom (Box/Lanzon) – 4:34
6. Bad Bad Man (Lanzon) – 4:11
7. More Fool You (Box/Lanzon) – 3:34
8. When the War is Over (Prestwich) – 5:09
9. Lifeline (Roddy/Medica/Frederiksen/Haselden) – 4:53
10. Rough Justice (Box/Lanzon/Bolder/Shaw) – 4:21

## Formazione
- Bernie Shaw - voce
- Mick Box - chitarra
- Phil Lanzon - tastiere
- Trevor Bolder - basso
- Lee Kerslake - batteria